# Шестой лесничий
«Шестой лесничий» — третий студийный альбом рок-группы «Алиса», выпущенный Всесоюзной фирмой «Мелодия» на грампластинках 11 сентября 1989 года.
Альбом состоит из восьми песен и был записан звукорежиссёром Виктором Глазковым с января по ноябрь 1988 года. Процесс записи осуществлялся в ночное время в передвижной студии «Тонваген» фирмы «Мелодия», которая перемещалась по различным городам СССР (Минск-Вильнюс-Москва-Ленинград). Барабаны записывались в зале, а всё остальное — в передвижном вагоне. Сведён в студии грамзаписи фирмы «Мелодия».
По официальным данным, тираж пластинок превысил 1 миллион экземпляров, что в США соответствует платиновому статусу.

## История записи
Весной 1986 года были написаны первые песни для будущего альбома: «Аэробика», «Шестой лесничий» и «Театр теней». «Шестой лесничий» был придуман фронтменом группы «Ночной проспект» Андреем Киселёвым, соседом Константина Кинчева по лестничной площадке. Изначально содержала ещё один куплет, который группа не исполняла. Долгое время многие поклонники «Алисы» считали, что под «шестым лесничим» в песне подразумевался шестой по счёту Генеральный секретарь ЦК КПСС Михаил Горбачёв, однако, сам Кинчев опроверг это, пояснив, что цитата «Миша из города скрипящих статуй» была взята из одноимённой песни Бориса Гребенщикова 1981 года. В 1988 году для записи бэк-вокала была приглашена певица Инна Желанная, в ту пору выступавшая в составе группы «М-Депо». Музыка песни «Театр теней» схожа с «Kyoto Song» группы The Cure. Кинчев сказал, что «не смог устоять от соблазна использовать мелодию и гармонию этой песни, но делает выноски, что авторы — The Cure и он» (вторая часть песни была написана лидером группы «Алиса»). По словам звукорежиссёра Алексея Вишни, композиции «Шестой лесничий» и «Театр теней» были записаны в его домашней студии в Ленинграде. Во время записи «Театра теней» Вишня играл на секвенсоре, Пётр Самойлов — на клавишах, а Кинчев — на гитаре.
30 мая 1986 года группа «Алиса» исполнила песню «Аэробика» на четвёртом рок-фестивале Ленинградского рок-клуба в ДК «Невский».
Осенью 1986 года Кинчев написал песню «Только этот день» («Осеннее солнце»), которую посвятил своему близкому другу Борису Смолянинову, погибшему от передозировки наркотиков в августе 1986 года. В одном из интервью лидер группы «Алиса» сказал, что эта песня очень личностная. Также Кинчев говорил, что относится к ней трепетно и считает её одной из своих литературных удач.
Весной 1987 года были придуманы «Тоталитарный рэп» («Тыр-тыр-тыр»), «Солнце за нас» и «Стерх». Песню «Тоталитарный рэп» Кинчев впервые «продекламировал» за кулисами фестиваля «Рок-Нива» в доме культуры пригородного совхоза «Нива» в посёлке Шушары 16 мая 1987 года. По словам Кинчева, песня посвящена политическому режиму любого государства, в котором возникал тоталитаризм: об обществе, живущем в постоянном страхе и лишённом демократии, свободы и прав. Среди примеров Кинчев назвал режимы Адольфа Гитлера в Германии, Мао Цзэдуна в КНР и Иосифа Сталина в СССР. Во втором куплете он перечислил многие группы Ленинградского рок-клуба, тем самым «по-доброму подтрунивая над ними». Песню «Солнце за нас» Кинчев написал для Александра Башлачёва, чтобы поддержать друга, находившегося в длительной депрессии, которая в конечном итоге привела к его самоубийству 17 февраля 1988 года. В композиции «Стерх» Кинчев сравнивает свою песню с раненым стерхом, особым видом белых журавлей. Она писалась долго, не получалась и не отпускала Кинчева в течение трёх месяцев.
„Стерх“ — это для меня главная песня на диске, мостик в направлении альбома „Шабаш“».
5 июня 1987 года на пятом рок-фестивале Ленинградского рок-клуба в Ленинградском Дворце молодёжи (ЛДМ) группа «Алиса» исполнила пять песен из будущего альбома: «Театр теней», «Только этот день» («Осеннее солнце»), «Тоталитарный рэп» («Тыр-тыр-тыр»), «Шестой лесничий» и «Солнце за нас».
Осенью 1987 года Кинчев в соавторстве с бас-гитаристом Петром Самойловым написал дома у последнего песню «Новый метод». Основу её составляли известные фразы советской пропаганды времён Перестройки («новый почин», «великий перелом», «новое мышление» и другие).
В 1988 году музыканты группы «Алиса» с целью записать новый альбом «Шестой лесничий» ездили вслед за передвижной студией «Тонваген» (также известной как «MCI») фирмы «Мелодия», которая представляла собой 10-метровой вагон, набитый под завязку высококлассной аппаратурой. Студия передвигалась по различным городам СССР (Минск-Вильнюс-Москва-Ленинград), где официально записывались пластинки местных групп, а так как работа над «Шестым лесничим» велась бесплатно и подпольно, то участникам группы «Алиса» для того, чтобы прописать свои партии, приходилось ездить следом за студией и вести работу ночью. В конце января музыканты отправились в Минск, где звукорежиссёр Виктор Глазков записывал группу «Верасы» с помощью студии «Тонваген». Работать приходилось ночью, здесь была записана большая часть альбома. Параллельно «Шестому лесничему» «Алиса» записала в Минске основную часть альбома «Ст. 206 ч. 2». Из-за плотного графика Глазкова запись длилась в течение двух недель. Константин Кинчев:

Запись сессиями продолжалась, поэтому процесс был растянут… Хотя, материал был прописан, мы никак не могли свести его, потому что искали «дырки» на «Мелодии», чтоб туда в студию попасть.
12 марта 1988 года группа дала электрический концерт в ДК Профсоюзов в Пскове, где были сыграны «Тоталитарный рэп», «Аэробика», «Стерх», «Осеннее солнце», «Солнце за нас» и «Новый метод». 30 и 31 марта Кинчев, гитарист Андрей Шаталин и бас-гитарист Пётр Самойлов дали акустические концерты в Перми, где впервые представили публике акустические версии песен из альбома «Шестой лесничий»: «Тоталитарный рэп», «Шестой лесничий» и «Стерх». Впоследствии концертные записи были растиражированы на аудиокассетах под названием «Акустика в Перми», а в 1995 году были изданы на компакт-диске «Акустика. Часть Первая». В мае фургон, в котором находилась студия, переехал в Вильнюс, и музыканты поехали вслед за ним, чтобы завершить запись «Шестого лесничего». Работа над альбомом в этом городе, также как и в Минске, длилась две недели, и в конечном итоге завершилась в Москве. По словам Кинчева, альбом был записан следующим образом: барабаны записывались в зале, а всё остальное — в передвижном вагоне.
21 мая на рок-фестивале «Рок-форум Вильнюс-88» группа «Алиса» исполнила четыре песни из будущего альбома: «Новый метод», «Тоталитарный рэп», «Аэробика» и «Стерх». 10 июня на шестом рок-фестивале Ленинградского рок-клуба на арене Зимнего стадиона в Ленинграде группа «Алиса» исполнила пять песен из будущего альбома: «Новый метод», «Тоталитарный рэп», «Аэробика», «Стерх» и «Только этот день» («Осеннее солнце»). В ноябре группа завершила работу над новым альбомом «Шестой лесничий».
В феврале 1989 года фотограф Валерий Потапов сделал оформление альбома, на котором было изображено «шесть полуразложившихся черепов в луже крови» на основе картины «Экорше» художника группы Андрея Столыпина.
В сентябре 1989 года начинающий режиссёр Константин Эрнст снял в доме кинокритика Андрея Дементьева на Пятницкой музыкальный видеоклип на песню «Аэробика», премьера которого состоялась в выпуске телепрограммы «Взгляд» от 10 ноября, приуроченного ко Дню советской милиции. В то время Эрнст носил «косуху» и посещал встречи рок-музыкантов, где и познакомился с Кинчевым.
В 2009 году группа дала серию осенних концертов под названием «Шестой лесничий — 20 лет спустя». В сет-лист, помимо остальных композиций, вошли все восемь песен из альбома. До 2009 года заглавная песня не исполнялась на концертах в течение 20 лет. Кинчев прокомментировал, что это связано с тем, что песня «достаточно нудная и затянутая».

## Изменения в составе
Летом 1987 года к «Алисе» присоединился саксофонист Александр Журавлёв («Пончик»), чьи партии звучат в песнях «Новый метод», «Тыр-тыр-тыр» («Тоталитарный рэп»), «Только этот день» («Осеннее солнце»). Ранее музыкант играл в группах «Объект насмешек» и «Нате!».
В октябре 1988 года после гастролей по Чехословакии из группы ушли гитарист Андрей Шаталин и клавишник Павел Кондратенко. Вместо них в группу были приглашены москвичи — гитарист Игорь Чумычкин и клавишник Владимир Осинский. Во время записи песни «Аэробика» Константин Кинчев хотел, чтобы соло-гитара была идеальной и много раз заставлял Шаталина переписывать её. В результате недовольный гитарист покинул группу, а на его место был взят Игорь Чумычкин («Чума»). О виртуозном гитаристе Кинчев узнал от Юрия Наумова из группы «Проходной двор». Ранее Чумычкин играл в хеви-металлической команде «99 %». Первое его выступление в составе «Алисы» состоялось во время концерта памяти Александра Башлачёва 20 ноября 1988 года. Гитару Чумычкина в альбоме можно услышать в песнях «Шестой лесничий», «Тоталитарный рэп» и «Стерх». Через некоторое время Шаталин вернулся в группу, и два гитариста стали сотрудничать.
После концерта памяти Башлачёва саксофонист Александр Журавлёв ушёл служить в армию. Вместо него весь следующий год на саксофоне в «Алисе» будет играть Михаил Чернов («Дядя Миша»).

## Список композиций
Слова и музыка всех песен — написаны Константином Кинчевым, если не указано иное.
| №  | Название                            | Текст песни                      | Музыка              | Длительность |
| -- | ----------------------------------- | -------------------------------- | ------------------- | ------------ |
| 1. | «Новый метод»                       | Константин Кинчев, Пётр Самойлов | Кинчев, Самойлов    | 2:53         |
| 2. | «Тыр-тыр-тыр» (Тоталитарный рэп)    |                                  |                     | 6:17         |
| 3. | «Шестой лесничий»                   | Андрей Киселёв                   | Кинчев, Киселёв     | 6:00         |
| 4. | «Театр теней»                       | Кинчев                           | Роберт Смит, Кинчев | 5:29         |
| 5. | «Аэробика»                          |                                  |                     | 3:38         |
| 6. | «Только этот день» (Осеннее солнце) |                                  | Андрей Шаталин      | 7:30         |
| 7. | «Солнце за нас»                     |                                  |                     | 3:59         |
| 8. | «Стерх»                             |                                  |                     | 6:54         |

## Участники записи
- Константин Кинчев — вокал, текст (1, 2, 4-8)
- Пётр Самойлов — бас-гитара, бэк-вокал, текст (1)
- Андрей Шаталин — гитара (1, 4-8)
- Игорь Чумычкин — гитара (2, 3, 8)
- Александр Журавлёв — саксофон (1, 2, 6)
- Михаил Нефёдов — ударные
- Владимир Осинский — клавишные
- Павел Кондратенко — клавишные (6)
- Андрей Киселёв — текст (3)[24]
- Инна Желанная — бэк-вокал в песне «Шестой лесничий»[7]

Издание на грампластинках 1989 года
- Звукорежиссёр — Виктор Глазков;
- Редактор текста пластинки — Юрий Потеенко;
- Художественное оформление пластинки — фотограф Валерий Потапов, художник Андрей Столыпин[1]

## Обложка
18 декабря 2000 года на официальном сайте группы «Алиса» в разделе «вопросы» Константин Кинчев объяснил, что означают изображённые на обложке шесть полуразложившихся черепов в луже крови:

На обложке изображены сами шестые лесничие (власть предержащие в этом мире), все они обречены на забвение или на негативную память.
Оформление обложки для альбома было придумано Андреем Столыпиным, который в то время был художником группы. Андрей придумал и логотип «Алисы», а история о том, что Джоанна Стингрей показала альбом Энди Уорхолу, и он вырезал на консервной банке символ с двумя звёздами вместо буквы «а» была вымыслом Святослава Задерия.
В августе 1993 года в интервью газете «Шабаш» Андрей Столыпин сказал, что немного «перемудрил» с оформлением альбома.
Осенью 1989 года в первом тираже альбома использовалась малиновая краска из-за того, что не хватало красной.

## Другие версии песен

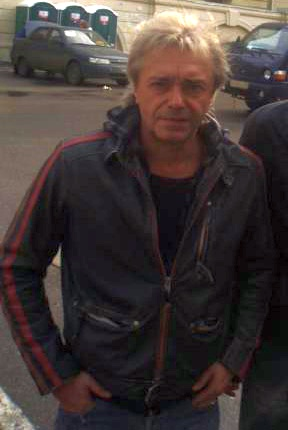
Константин Кинчев после тура «Шестой лесничий 20 лет спустя» по Украине. 2009 год

В 1991 году концертный вариант «Стерха» вошёл в альбом «Шабаш».
В 1995 году концертные варианты песен «Шестой лесничий», «Тоталитарный рэп» и «Стерх», записанные во время акустического концертов 30 и 31 марта 1988 года в Перми, вышли на компакт-диске «Акустика часть 1».
В 1997 году песня «Только этот день» была перезаписана и под названием «Осеннее солнце» вошла в альбом «Дурень».
В 2000 году вышел альбом Константина Кинчева и Рикошета «Геополитика», в котором представлены ремиксы на «Новый метод» и «Осеннее солнце».
В 2002 году «Шестой лесничий», «Осеннее солнце» и «Театр теней», записанные 19 декабря 1986 года на сольном акустическом выступлении Кинчева в Новосибирске, вошли в компакт-диск «Акустика часть 4» от «Студии Союз».

## Издания
Впервые альбом был издан Всесоюзной фирмой «Мелодия» на грампластинках 11 сентября 1989 года. Тираж пластинок превысил 1 миллион экземпляров. Таким же тиражом были выпущены две предыдущие грампластинки — «Энергия» (6 июля 1988 года) и «Блок ада» (май 1989 года). По словам Кинчева, как автор он мог претендовать на одну десятую копейки с проданного экземпляра, но в итоге не получил и этой суммы.
Осенью того же года альбом был издан «Мелодией» и на компакт-кассетах (СМ 01935). Релиз примечателен тем, что стороны альбома перепутаны местами.
В 1990 году фирма «Мелодия» выпустила первый компакт-диск в истории группы «Алиса». Он содержит альбом «Шестой лесничий» и четыре трека из предыдущего альбома «Блок ада»: «Время менять имена», «Компромисс», «Эй, ты, там на том берегу» и «Земля». В оформлении диска был использован макет обложки «Шестого лесничего».
В 1994 году фирмой Moroz Records альбом был издан на компакт-дисках и аудиокассетах. Основной тираж дисков печатался в Австрии, на заводе DADC. Также известен тираж, изготовленный на чешском заводе GZ и отличающийся от основного цветом полиграфии. В 1998 году вышло переиздание альбома от Moroz Records.
В 2003 году студия «Союз» переиздала альбом. В новое издание вошла песня «Атеист», а также буклет с описанием предыстории и хроники записи «Шестого лесничего», рассказанной музыкантами, создавшими альбом.
В 2009 году REAL Records переиздал 17 номерных альбомов «Алисы» в большом картонном боксе. Издания в формате Digipack дополнены бонус-треками из концертных альбомов.
| Регион | Дата         | Лейбл                      | Формат | Каталог              |
| ------ | ------------ | -------------------------- | ------ | -------------------- |
| СССР   | 1989         | «Мелодия»                  | LP     | С60 28961 008        |
| СССР   | 1989         | «Мелодия»                  | CS     | СМ 01935             |
| СССР   | 1989         | «Мелодия»                  | CD     |                      |
| СССР   | 1989         | «АнТроп»                   | CS     | АНТС-904             |
| Россия | 1994         | Moroz Records              | CS     | MR 94011 MC          |
| Россия | 1994         | Moroz Records              | CD     | MR 94037 CD          |
| Россия | 1998         | Moroz Records              | CD     | MR 94037 CD          |
| Россия | dMR 00198 CD | Moroz Records              | CD     |                      |
| Россия | 2003         | «Союз»                     | CD     | SZCD 2050-03         |
| Россия | 2009         | REAL Records               | CD     | RR-398               |
| Россия | 2015         | «Мирумир» «Мистерия звука» | LP     | MIR100473 LP-M+339-2 |
| Россия | 2016         | «Мистерия звука»           | CD     | CD-M+379-2           |

## Критика
Константин Кинчев рассказал, что на фоне «экспериментальной и модной» «Энергии» после выхода «Шестого лесничего» группу стали обвинять в «попсе», а когда вышла «Блок ада» — в «хард-роковой подворотней кондовости».
В рубрике «Звуковая дорожка» газеты «Московский комсомолец» альбом «Шестой лесничий» был назван «разочарованием года», тогда как открытием года стал «Ласковый май».
Нина Барановская считает, что задержка издания альбома снизила эффект: «За это долгое время альбом словно выдохся, и хорошие вещи, составившие его, не прозвучали».
В июле 1989 года в ташкентской газете «Комсомолец Узбекистана» автор назвал «Шестого лесничего» «новым витком в развитии отечественной рок-музыки», а заглавную одноимённую песню выбрал лучшим произведением в альбоме.
В январе 1990 года в статье «Искусство быть дерзким», опубликованной в журнале «Мелодия», говорится, что «альбом „Шестой лесничий“ показал совершенно иную Алису», нежели привыкли слышать поклонники: «от хард-рокового напора не осталось ничего, но внутреннее напряжение, свойственное всем работам группы, сохранилось». Автор статьи называет альбом «философскими размышлениями Константина Кинчева об окружающем его мире, но без ориентации на определённые явления». Он также пишет, что «умение охватить всю ситуацию сразу, без излишней конкретики всегда было свойственно Константину Кинчеву и на новой пластинке он превзошёл самого себя».
В книге «Алиса 100 страниц» приводятся сведения, что «Шестой лесничий» был не всеми воспринят положительно. Сам автор книги считает, что «в альбоме есть явные композиторские и поэтические удачи, в частности — композиция „Стерх“», и что «по качеству записи новая работа была совершеннее и мощнее предыдущей».
Мария Веселова с радио «Зенит» описывает альбом следующим образом: «„Шестой лесничий“ — это запылившаяся театральная кулиса и тут же — топь болот — „где надежда на солнце таится в дремучих напевах“… и тут же — бесконечная дорога. Это последние лучики осеннего солнца и это же — едва слышный колокольный звон. Много всего слилось в этом альбоме. И каждый взял из него своё».